# Ракићи
Ракићи воде порекло од кнеза ваљевске нахије и кнеза колубарске кнежине ваљевске нахије и попечитеља (министра) просвете Раке Тешића. Из породице Ракић су Димитрије - Мита Ракић, министар финансија и његов син Милан Ракић, дипломата, познати песник.

## Кнез Рака Тешић (1773-1823)
Кнез Рака Тешић, ко-министар (попечитељ) просвете (од 1822), обор-кнез ваљевске нахије и кнез колубарске кнежине ваљевске нахије (од 1815), буљукбаша (до 1815), рођен је у Мионици 1773. Од дванаесте године осам година живео је у Сарајеву где је учио сарачки занат. После је био буљукбаша код Грбовића. Учествовао је у Првом српском устанку и у Другом устанку. Након тога старешина над 10 села. После Грбовића, 1815. постао је кнез колубарске кнежине ваљевске нахије и обор-кнез ваљевске нахије.
Након образовања Попечитељства просвете и одлуке да два министра (попечитеља) буду изабрана од којих би један представљао свештенство, а други остало становништво, изабрани су архимандрит манастира Враћевшница и будући српски митрополит Мелентије Павловић и ваљевски кнез Рака Тешић, који су истовремено били и чланови новоуспостављеног свештеничког суда.
Кнез Рака Тешић умро је у Мионици 26. децембра 1823. После његове смрти за кнеза колубарске кнежине ваљевске постављен је 1824. Јовица Милутиновић.
Рака Тешић имао је синове Николу, Велимира и Јеврема Ракића и ћерку Ану.
Сахрањен је код Рибничке цркве у Паштрићу, са леве стране олтара.

## Мајор Никола Ракић
Мајор Никола Ракић, син Раке Тешића, био је начелник колубарског среза.
Капетана колубарске капетаније (од 27. јануара 1830) Николу Ракића, сина Раке Тешића, 12. марта 1839. књаз Милош поставио је на место начелника колубарског среза.
Никола Ракић је 27. маја 1825. био изабран за једног од четири депутата колубарске кнежине на народним скупштинама које сазива књаз Милош. Као депутат Никола Ракић је јуна 1837. учествовао на Спасовданској скупштини у Крагујевцу.
Мајор Никола Ракић 1844. смењен је по усменом наређену Томе Вучића Перишића, као обреновићевац, односно симпатизер учесника Катанске буне. Наводно је истрага утврдила да је намеравао да се са 500 Колубараца придружи Катанима у Мионици. Осуђен је на доживотну робију у тешким оковима и упућен је на издржавање казне у Ћуприју. Помилован је после две године, 1846.
Мајор Никола Ракић умро је 3/15. априла 1854. Сахрањен је код цркве у Рибници, као и Рака Тешић.
Био је ожењен Даницом. Имали су ћерке Пеладију, Јановку, Јованку и сина Милана који је умро млад. Јованка је била удата за трговца Танасија Милановића у Горњи Милановац.

## Јеврем Ракић (1818—1879)
Јеврем Ракић, син кнеза Раке Тешића, заједно је са Светозаром Ненадовићем подигао цркву у Мионици. Радио је као писар у Мионици од 1844, касније је постао срески начелник у Мионици. Премештен је у Шабац 1862. на место среског начелника. Умро је у Шапцу 1879. године.
Јеврем Ракић се женио два пута. Прва жена је била Јела, ћерка кнеза Јовице Милутиновића, а друга је била Марта, ћерка Анастаса Михајловића, чија је сестра Круна била удата за Јована Обреновића. У браку са Мартом имао је сина Димитрија Миту Ракића и кћерке Љубицу, Јелку, Јелену и Персиду.
Марта Ракић је умрла 2. априла 1903. године у 84. години у Шапцу, где је и сахрањена у породичној гробници поред „рано преминулога“ супруга Јеврема који је био срески начелник. Опело је служио епископ шабачки Димитрије. У читуљи су наведени ожалошћени: „кћери Персида, удова Андробашића, Јелена, удова Јевте Поповића, Јелка Косте Јездића, Љубица Светозара Коњевића; снаха Ана удова Мите Ракића; унучад Милан М. Ракић, Љубица М. Ракићева, Коста Јев. Поповић, Јеврем Јев. Поповић, Миливоје Јев. Поповић, Зорка Св. Коњевићева; зетови Коста Д. Јездић и Светозар Коњевић.“

### Димитрије Мита Ракић (1846 -1890)
Димитрије Мита Ракић (1846 -1890), министар финансија 1888. био је ожењен Аном, кћерком Милана Ђ. Милићевића (Рипањ, 1831 - Београд, 1908), министра просвете, члана СКА и Гине Милићевић.
Димитрије Мита Ракић рођен је у Мионици, 15/27. октобра 1846. Оженио се Аном Милићевић. Милан Ђ. Милићевић је поред Ане имао и сина др Димитрија Миту Милићевића (1855—1919) чија кћерка Мара је била удата за др Милана Петровића (1886—1963), лекара, родом из Ниша, педијатра и председника Српског лекарског друштва. Имали су сина проф. др Димитрија Петровића, професора физилогије на Медицинском факултету, чији син проф. др Милан Д. Петровић (1946-2010) је био професор интерне медицине (хематологија) на Медицинском факултету у Београду, чија супруга др Даница Петровић је директор Музиколошког института САНУ. Њихова је кућа била на углу Мишарске и Светозара Марковића (где је била посластичарница Лубардић).
Димитрије Мита Ракић и Ана Ракић, рођ. Милићевић имали су троје деце Милана, Милицу и Љубицу.
- Милан Ракић, песник, дипломата, конзул у Приштини.

#### Милан Ракић (1876-1938)
Милан Ракић (1876—1938), син Мите Ракића, познати је српски песник, дипломата, конзул у Приштини, члан Српске краљевске академије. Милан Ракић је завршио основну школу и гимназију у Београду, а права у Паризу. По повратку са студија ступио је у дипломатску службу.
Милан Ракић био је ожењен Милицом кћерком Љубомира Ковачевића (Петница код Ваљева 1848 – Врњачка Бања, 1918), министра просвете, члана Српске краљевске академије, историчара, чији син јединац је погинуо у Првом балканском рату.
Милан Ракић је у Првом балканском рату учествовао као добровољац у четничким јединицама приликом ослобађања Косова. Зет Милана Ракића је Милан Грол.

#### Милан Грол (1876—1952), министар
Љубица (1884—1929), сестра Милана Ракића, била је удата за Милана Грола (Београд, 31. август 1876 — Београд, 3. децембар 1952) из породице немачког порекла. Љубица је умрла марта 1929. године. Милан Грол је био српски политичар и књижевник, министар иностраних послова, председник Демократске странке (1940—1946), дугогодишњи драматург и управник Народног позоришта у Београду.
Имали су сина Војислава Грола (1911—1987), правника, и ћерку Милојку. Војислав Грол је био ожењен Јеленом (1916), ћерком адвоката Николе Стојановића. Живели су у Смиљанићевој улици код Славије (кућа срушена).

##### Др Војислав М. Грол (1911—1987)
Др Војсилав Грол син Милана Грола и Љубице Д. Ракић докторирао је права у Београду. Био је ожењен Јеленом, кћерком адвоктата Николе Стојановића, члана Демократске стране, једног од оснивача Српског културног клуба.

## Занимљивости
Оружје и лични предмети кнеза Раке Тешића чувају се у Народном музеју у Ваљеву.
Срески начелник Јеврем Ракић се женио два пута. Прва жена је била Јела, ћерка кнеза Јовице Милутиновића, а друга је била Марта, ћерка Анастаса Михајловића, чија је сестра Круна била удата за господар Јована Обреновића. У браку са Мартом имао је сина Димитрија Миту Ракића и кћерке Љубицу, Јелку, Јелену и Персиду. Дакле, деда Милана Ракића је био пашеног господар Јована Обреновића.